# 河村通夫の桃栗サンデー
『河村通夫の桃栗サンデー』（かわむらみちおのももくりサンデー）は、STVラジオで放送されているラジオ番組。2001年4月8日放送開始。

## 概要
番組コンセプトは「ひとつ知れば、ひとつ楽になる、そして安心できる養生番組」。
基本的に生放送であるが、一部収録の場合もある。
金曜日中の生放送番組として1984年4月13日から1987年12月25日まで放送された『河村通夫の桃栗三年』・1991年10月11日から2001年3月30日まで放送された『河村通夫の桃栗金よう日』をリニューアルする形で日曜日に移して放送されていた。
タイトルの桃栗は「桃栗三年柿八年」になぞらえて「桃や栗が美味しい実をつけるまで3年・8年かかるのは自然が決めたことで、私達（人間）も自然の一部であることを忘れてはいけない」といった自然に寄り添った生き方を表したものとしている。
その後2016年4月10日より新番組『喜瀬と通夫の日曜楽楽生ワイド』が開始されることが同年3月13日の放送で発表された。それに伴い、4月3日の放送をもって番組終了。「桃栗」シリーズは32年の歴史にいったん幕を閉じた。
『喜瀬と通夫の日曜楽楽生ワイド』の2017年3月終了に伴い、放送時間を変更し2017年4月より第2期放送を開始。
番組あての投稿が採用される場合、ラジオネームでなく本名で投稿した場合は「〇〇（居住都道府県or市区町村）にお住まいのXXさん」というように下の名前のみを紹介するが、まれに「〇〇にお住いの男性or女性」と内容によっては年代のみで名前を割愛する場合もある。これは、マール制作で道外の地方ラジオ局で放送の『河村通夫の大自然まるかじりライフ』と同様である。

## 放送時間
以下日本標準時
- 毎週日曜日午前9時00分-午前10時55分(放送開始～2016年4月)
- 毎週日曜日午前9時30分-午前10時30分(2017年4月-2018年3月)
- 毎週日曜日午前10時00分-午前11時00分(2018年4月-)

## 出演者
- 河村通夫
- 若杉佳子

## 過去の出演者
- 八木菜摘（札幌テレビ放送元アナウンサー）
- 松原江里佳（同上）
- 吉田朋加（番組ディレクター） - 番組のディレクターながらマイクの前に座っており、所々で河村や若杉から話題を振られていた。

## タイムテーブル
- 10:00 - オープニング
  - 河村が挨拶し放送日の日付を言った後、若杉が紹介され[11]、そのあとで番組スタッフの紹介を行う。
- 10:05 - 桃栗家族の部屋
- 10:15 - ひとつ知ればひとつ楽になる　桃栗何でも相談
- 10:30 - 河村通夫の、ご隠居さんでーす（2018年からは「は～い、ご隠居さんです」）
- 10:43 - 健康いちばん！〜玄米、米糠、美食同源〜（以前は、「玄米、米糠、糠玄、体験報告」）
- 10:45 - 通夫の目利きプレゼント
- 10:48 - 人生が10倍楽になる通夫の食道楽
  - 若杉が簡単料理のレシピを紹介。ディレクターがマイクの前に座り、皆で試食。2023年6月まではラジオクラウドでも配信した。
- 10:55 - エンディング
  - リスナーからのお便り紹介、河村と若杉のトーク

## テーマ曲
- 2017年4月～:大きな古時計

この他にも番組で映画「ALWAYS 三丁目の夕日」の曲を流している。